# محمود ماهرالنقش
محمود ماهرالنقش (۱ فروردین ۱۳۰۱ – ۲۴ اسفند ۱۳۸۹) از استادان تجربی معماری و کاشیکاری ایران است که تالیفات، تحقیقات و تدریس در این زمینه داشته و نخستین مولف این گونه هنرها است. وی منتخب ششمین همایش چهره های ماندگار است. 
او در روز اول فروردین ۱۳۰۱ در شهر اصفهان محله بیدآباد یا همان بازار بیدآباد که مسجد سید هم می‌گویند دیده به جهان گشود. فرزند پنجم خانواده بود و پدرش معمار سنتی بود.
ماهرالنقش تحصیلات محدودی دارد. چون در زمان کودکی پدرش مدام در حال سفر بوده و خانواده اش در شهرهای مختلف سرگردان بودند. به همین دلیل، بعد از جنگ جهانی دوم او تحصیل را در مقطع متوسطه رها کرد. ولی مطالعات مربوط به معماری را تا زمان درگذشت رها نکرده‌است.
محمود ماهرالنقش در ایام جوانی به تهران می‌آید و سال‌ها به مطالعه و تحقیق درباره معماری سنتی می‌پردازد تا این که از سوی دانشگاه علم و صنعت برای تدریس دعوت می‌شود. ماهرالنقش بعد از تأسیس دانشگاه علم و صنعت و انتقال دانشگاه تکنولوژی تهران به این مجموعه در نارمک در این دانشگاه مشغول تدریس شد.
محمود ماهر النقش سال‌ها پژوهشگر استاد تجربی، و استاد دانشگاه علم و صنعت ایران دررشته معماری و هنری تزیینی داخلی بوده‌است و از دیگر سمت‌های او: سرپرست گروه ساختمان، سرپرست خدمات فنی دانشگاه، ناظر فنی ساختمان و سرپرست کارگاه شبانه می‌باشد.
ماهرالنقش در سال‌های ۱۳۴۸ تا ۱۳۵۶ مجموعه کتاب‌های «اصول فنی ساختمان» را تحریر کرد که تا به حال ۱۱ بار تجدید چاپ شده و در سال ۱۳۵۷ پنج جلد کتاب درباره کاشی کاری ایران را به رشته تحریر درآورد و آن را موزه رضا عباسی را به چاپ رساند.
از طرف فرهنگستان هنر ایران به عنوان گنجینه زنده هنری معرفی و مورد تقدیر قرار گرفته بود. وی بعد از دوره بیماری در روز بیست و چهارم اسفند ۱۳۸۹ از دنیا رفت و پیکرش در قطعه هنرمندان بهشت زهرا به خاک سپرده شد.

## آثار
- اصول فنی ساختمان
- خط بنایی
- طرح و اجرای نقش در کاشیکاری ایران
- معماری مسجد حکیم اصفهان
- نقش در نقش
- نقش فیروزه
- نقش معقلی در هنرهای اسلامی
- نگاهی به کاشیکاری ایرانی
- کاشی و کاربرد آن